# Frank Martin (pugile)
Frank Lamar Martin (Detroit, 12 gennaio 1995) è un pugile statunitense. Soprannominato The Ghost ("Il fantasma"), combatte nella categoria dei pesi leggeri.

## Carriera
Nel 2022, Martin sconfigge il filippino Romero Duno al quarto round per ko tecnico. Dopo diciotto incontri e altrettante vittorie, sfida il campione WBA dei pesi leggeri, Gervonta Davis, venendo però sconfitto per knockout all'ottava ripresa.